# Data Plane Development Kit
Data Plane Development Kit (DPDK) — проект программного обеспечения с открытым исходным кодом, управляемый Linux Foundation. Он предоставляет набор библиотек для работы с данными и драйверами сетевой карты в целях переноса обработки пакетов из набора протоколов TCP/IP с уровня ядра операционной системы в пользовательское пространство. Такой подход практически исключает использование системных прерываний для обращения к сетевым данным, что обеспечивает более высокий КПД используемых ресурсов вычислительной машины и более высокую пропускную способность сегмента транспортной сети.